# 따옴표 (제스처)

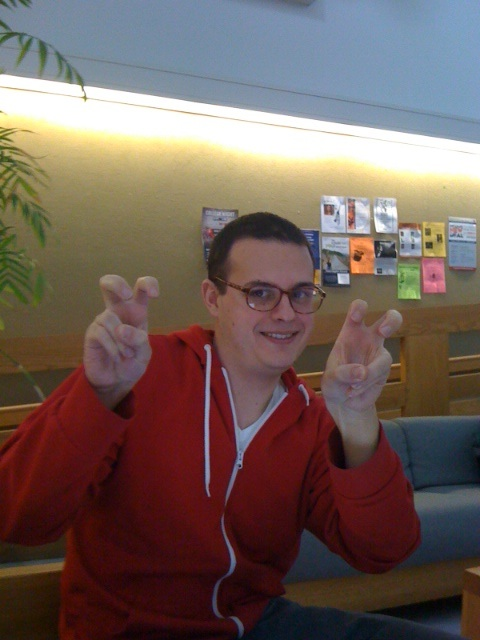

따옴표는 제스처로서 두 손을 얼굴 옆으로 V 사인과 같은 형태를 만들어 손가락을 구부리는 동작은 북아메리카와 유럽에서 사용된다. 문장에서 큰 따옴표 표시로 괄호되었을 때와 같은 효력이 있다.

## 같이 보기
- 아이러니 기호